# مملكة داجو
كانت مملكة داجو ملكية من العصور الوسطى كانت موجودة في دارفور (السودان) من القرن الثاني عشر إلى الخامس عشر. ينبع اسمها من شعب الداجو، المجموعة العرقية الحاكمة. تمت إطاحة المملكة في نهاية المطاف من السلطة من قبل شعب التنجر وداجو الملك الأخير هرب بعد ذلك إلى تشاد. مصادر مملكة داجو هي تقريبًا تقاليد محلية بالكامل تم جمعها في القرنين التاسع عشر والعشرين، ويذكرها المؤرخون العرب في العصور الوسطى.

## التاريخ
وفقًا للتقاليد الشفوية، وصل الداجو إلى دارفور من الشرق أو الجنوب، على الأرجح منطقة شندي في النوبة. تتشابه لغات الداجو بشكل كبير مع النوبيين، حيث تتطابق بين 10-25% من مفرداتها. يدعي آركيل أن فخار داجو لا يمكن تمييزه عمليًا عن فخار المملكة المروية المتأخرة. ربما وصل الداجو إلى دارفور، وقد حل محل ثقافة طرة [الإنجليزية] المحلية. أسس الداجو مملكتهم في جنوب جبل مرة، حيث مارسوا أيضًا نفوذهم على المناطق المجاورة إلى الجنوب والجنوب الشرقي. منذ القرن الثاني عشر، ذكرها العديد من المؤرخين العرب المعاصرين. الأول هو الصقلي الإدريسي، الذي كتب عام 1154 أنه ازدهر بين مملكة كانم والنوبة. كان الداجو وثنيين وخاضعين للمداهمات من قبل جيرانهم. ويدعي أيضًا أن كانوا في حقيقة بدو ويقومون بتربية الإبل، وكانت فيها بلدتين فقط تجوا وصمنا. وادعى أن المدينة النوبية دمرت البلدة الأخيرة. بأكثر من قرن، كتب ابن سعيد أن الداجو أصبحوا مسلمين جزئيًا، بينما أضاف أيضًا أنهم أصبحوا تابعين لكانم. تفترض آركيل أن كانم لم يدمج دارفور في هذا الوقت فحسب، بل امتد حتى أقصى شرق وادي النيل. بدأت هذه الإمبراطورية الكبيرة في النهاية في الانهيار بعد وفاة دوناما دابالمي [الإنجليزية]. ومع ذلك، فإن نظرية الهيمنة السياسية لكانم على دارفور موضع خلاف. المقريزي، الذي عاش في أواخر القرن الرابع عشر وأوائل القرن الخامس عشر، يكرر المعلومات التي قدمها ابن سعيد، في حين أضاف أيضًا أن الداجو عملت في الحجر وشن حربًا ضد أشخاص مجهولين يدعى واتخيو.
في القرن الخامس عشر، وصل التنجور إلى دارفور، حيث أسسوا أنفسهم في شمال جبل مرة وحكموا بالتزامن مع الداجو لبعض الوقت. وفي النهاية استولوا على السلطة بالكامل في ظل ظروف غير واضحة، وآخر ملك لداجو، الذي ورد اسمه في الغالب من قبل التقاليد المحلية مثل أحمد الداج، هرب إلى تشاد الحالية، حيث حكم خلفاؤه كسلاطين دار السلع. وضعت دار سيلا داجو الهجرة في أوائل القرن الثامن عشر، لكن هذا كان سيكون متأخرًا جدًا. بدلاً من ذلك، يقترح بلفور بول أواخر القرن الخامس عشر كتاريخ أكثر ملاءمة.

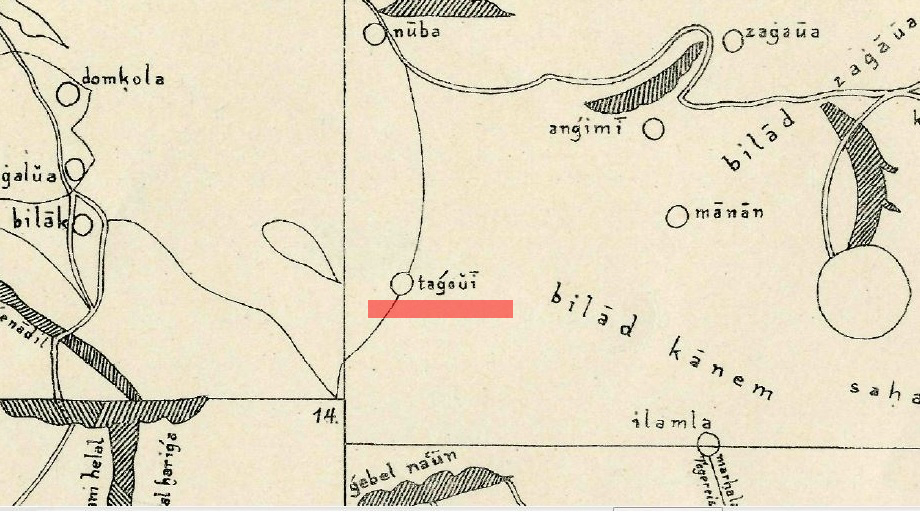
الدجو على الخريطة الصغيرة للإدريسي (1192). يتم تبديل الشمال والجنوب.

## حكومة
يعتقد رينيه غروس أن مملكة داجو كانت بدائية إلى حد ما في تنظيمها، حيث تقوم أساسًا على الهيمنة العسكرية. فقط تحت حكم التنجور تم إدخال تنظيم الدولة المعقد. عهد داجو لا يتذكره أحد في دارفور. إنها متساوية مع الاستبداد. يُذكر الملوك على أنهم وثنيون وجاهلون وكغزاة في السهول خارج جبل مرة. المحتمل أن ملوك الداجو حكموا كملوك إلهيين. من خلال رسم أوجه الشبه بالملوك الإلهية الأخرى في أفريقيا، فإن هذا يعني أن الملك لم يكن سيظهر نفسه في الأماكن العامة وأنه كان سيُنسب إليه قدرات سحرية. وكان لقب الملك ربما Bugur، وهو البديل من الحديث داجو المدى Buge ( "السلطان/ كبير"). لكل ملك مسكنه الفخم الخاص به. بعد موتهم، ربما يكون ملوك الداجو قد دفنوا بالقرب من بحيرات ديريبا والبحيرات البركانية في أعلى جبل مرة والتي كانت بمثابة أماكن للحج وكأوراكل حتى القرن العشرين.

## العلاقات التجارية والثقافية مع النوبة في العصور الوسطى

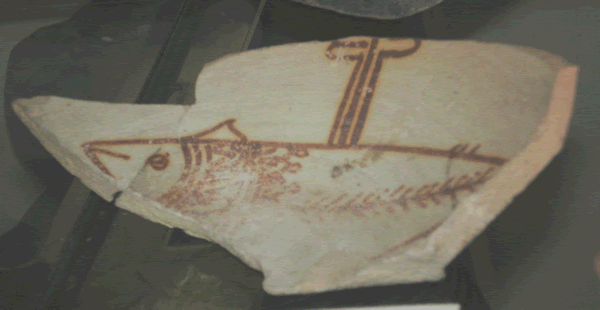
يُزعم أن أحد شطري الفخار النوبي تم اكتشافهما في عين فرح.

كتب التاجر اليهودي بنيامين توديلا في القرن الثاني عشر أن مملكة ألديا النوبية حافظت على شبكة تجارية تنتهي في زويلة، ليبيا، مما يوحي بأن الطريق التجاري يمر عبر دارفور. تم اكتشاف جزأين فخريين نوبيين مسيحيين، يعود تاريخهما إلى منتصف القرن السادس - 1100، في عين فرح . وقد اقترح أن جوانب من الثقافة النوبية في العصور الوسطى، مثل المحفظة كجزء من الحقوق الملكية، تم نقلها إلى حوض تشاد عبر منطقة دارفور.